# Jüdischer Friedhof Gau-Odernheim

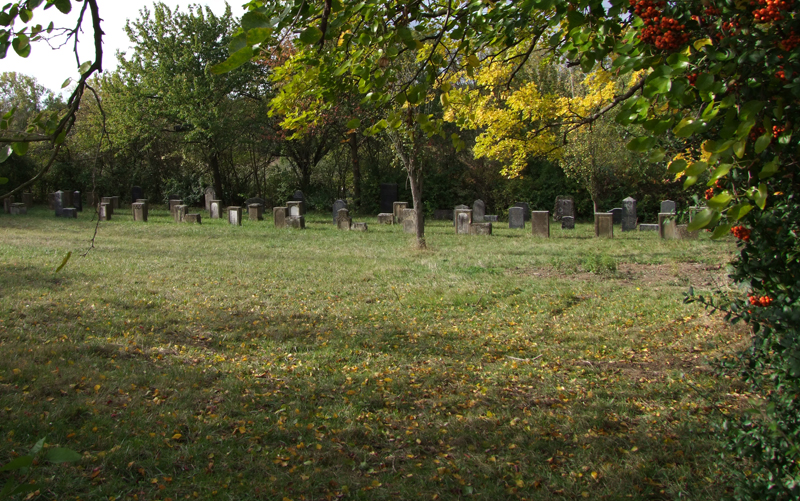
Jüdischer Friedhof in Gau-Odernheim

Der Jüdische Friedhof Gau-Odernheim befindet sich an der ersten Anhöhe zum Petersberg zwischen den beiden rheinland-pfälzischen Ortsgemeinden Gau-Odernheim und Bechtolsheim, dem sogenannten Scharlenberg, auf Gau-Odernheimer Gemarkung. Der 1848 angelegte Jüdische Friedhof mit einer Fläche von 10,8 Ar befindet sich nördlich des Ortes am Bechtolsheimer Weg, er ist ein geschütztes Kulturdenkmal. Der Friedhof ist öffentlich nicht zugänglich, er kann nur nach Anmeldung im Rathaus der Ortsgemeinde Gau-Odernheim oder bei Führungen des Geschichtsvereins besucht werden.
Der Jüdische Friedhof ist gemäß § 3 Absatz 1 in Verbindung mit § 5 Absatz 5 des Denkmalschutzgesetzes von Rheinland-Pfalz geschützt.

## Geschichte
Ein erster jüdischer Friedhof befand sich schon im 18. Jahrhundert zwischen der Stadtmauer und der heutigen oberen Brunnenstraße. Das Gelände wurde 1919 veräußert und vom Friedhof ist heute nichts mehr erhalten.
Auf dem heutigen Friedhof wurden auch die Verstorbenen der jüdischen Gemeinde Bechtolsheim beigesetzt. Der Friedhof hat eine Fläche von 10,80 ar und heute sind noch 46 Grabsteine (Mazewot) ab den 1880er Jahren vorhanden. Der letzte erhaltene Grabstein wurde für Jakob Rüb gesetzt, der am 19. Februar 1935 starb. Die Grabsteine befinden sich in drei Reihen auf einem Betonstreifen. Es handelt sich hauptsächlich um schlichte Sandsteine in meist rechteckiger Stelenform, einige mit Maßwerkt und Pflanzen reliefiert. Es gibt einen hohen Anteil an schwarzem Hartstein aus der letzten Belegphase. Von einer Friedhofschändung wird erstmals 1935 berichtet, die Spuren der Zerstörung sind heute noch sichtbar.